# Дембіна (Слупський повіт)
Дембіна (пол. Dębina) — село в Польщі, у гміні Устка Слупського повіту Поморського воєводства.
Населення — 124 особи (2011).
У 1975-1998 роках село належало до Слупського воєводства.

## Демографія
Демографічна структура станом на 31 березня 2011 року:
|          | Загалом | Допрацездатний вік | Працездатний вік | Постпрацездатний вік |
| -------- | ------- | ------------------ | ---------------- | -------------------- |
| Чоловіки | 58      | 10                 | 41               | 7                    |
| Жінки    | 66      | 13                 | 42               | 11                   |
| Разом    | 124     | 23                 | 83               | 18                   |